# Empathie
Empathie bezeichnet die Fähigkeit und Bereitschaft, die Empfindungen, Emotionen, Gedanken, Motive und Persönlichkeitsmerkmale einer anderen Person zu erkennen, zu verstehen und nachzuempfinden. Ein damit korrespondierender allgemeinsprachlicher Begriff ist Einfühlungsvermögen.
Zur Empathie wird gemeinhin auch die Fähigkeit zu angemessenen Reaktionen auf Gefühle anderer Menschen gezählt, zum Beispiel Mitleid, Trauer, Schmerz und Hilfsbereitschaft aus Mitgefühl. Die neuere Hirnforschung legt allerdings eine deutliche Unterscheidbarkeit des empathischen Vermögens vom Mitgefühl nahe.
Grundlage der Empathie ist die Selbstwahrnehmung – je offener eine Person für ihre eigenen Emotionen ist, desto besser kann sie auch die Gefühle anderer deuten – sowie die Selbsttranszendenz, um egozentrische Geisteshaltungen überwinden zu können.
Empathie spielt in vielen Wissenschaften und Anwendungsbereichen (z. B. in der Musik) eine fundamentale Rolle, von der Kriminalistik über die Friedens- und Konfliktforschung, Psychotherapie, Psychologie, Physiologie, Physiotherapie, Pflegewissenschaft, Pädagogik, Philosophie, Sprachwissenschaft, Medizin und Psychiatrie bis hin zum Management oder auch Marketing.

## Begriffsgeschichte
Das Wort Empathie geht zurück auf das altgriechische Wort εμπάθεια empátheia – gebildet aus dem Substantiv πάθος páthos („Leid, Unglück, Leiden, Leidenschaft“), worauf die Wurzel path- zurückgeht, und der Vorsilbe εν/εμ en/em („in, an, auf“). Es bedeutet „intensive Gefühlsregung, Leidenschaft“ und entwickelt auf dem Weg zum Neugriechischen die Bedeutungen „Voreingenommenheit, Feindseligkeit, Gehässigkeit“. Auf dieses griechische Wort geht also nur die Herkunft des Wortes „Empathie“, nicht jedoch der Bedeutungsinhalt des modernen Terminus im umgangs- oder fachsprachlichen Gebrauch zurück.
Das griechische συμπάθεια sympátheia „Sympathie“ ist wie das deutsche „Mitgefühl“ gebildet, nämlich aus σύν/σύμ syn/sym („mit“) und der Wurzel path- („leiden, fühlen“) sowie dem Wortbildungssuffix zusammengesetzt. Analog dazu wurden im 19. Jahrhundert aus griechisch εν/εμ en/em („in, an, auf“) und path- als Lehnübersetzung von deutsch „Einfühlung“ die griechisch-basierten Termini deutsch „Empathie“ und englisch empathy neugebildet, um internationale Fachtermini zu schaffen.
Die Geschichte dieser Termini ist noch ungeklärt. Der deutsche Philosoph Rudolf Hermann Lotze (1817–1881) verwendete den Ausdruck „Empathie“ erstmals 1848. Theodor Lipps entwarf 1902 eine Theorie der Einfühlung als „intrapsychischen Prozess“. Er verfolgte die These von einem menschlichen Zwang zu motorischer Nachahmung. Edward B. Titchener verwendete 1909 erstmals den Ausdruck empathy, als er den „wahren“ Sinn des Wortes „Einfühlung“ in Werken von Theodor Lipps richtig übersetzen wollte.
Das Gleiche geschah noch einmal, als das Ehepaar Alix und James Strachey (1887–1967) den Ausdruck „Einfühlung“ in den Werken von Sigmund Freud ins Englische zu übersetzen hatte. Das deutsche „Empathie“ kann dann – mit oder ohne Kenntnis von Lotzes Verwendung – als Entsprechung zu englisch empathy gebildet worden sein.

## Definitionen und Klassifikation
Benjamin Cuff und Co-Autoren fanden in der wissenschaftlichen Fachliteratur 43 verschiedene Definitionen des Begriffs „Empathie“. Hier einige ausgewählte Beispiele:
Nach Paul Ekman handelt es sich weder bei Empathie (Mitgefühl) noch bei Mitleid um Emotionen, sondern um Reaktionen auf die Emotion eines anderen Menschen. Ferner unterscheidet Ekman zwischen kognitiver und emotionaler Empathie: „Kognitive Empathie lässt uns erkennen, was ein anderer fühlt. Emotionale Empathie lässt uns fühlen, was der andere fühlt, und das Mitleiden bringt uns dazu, dass wir dem anderen helfen wollen …“.
Fritz Breithaupt definiert Empathie überwiegend als subjektiv wirksame Fähigkeit (Filter für das „Rauschen des Mitleids“). In der Einordnung von Empathie für Andere, insbesondere wechselnde Empathie in Dreierszenarien mit dem Ziel, eventuell Konflikte Anderer zu lösen, ist er widersprüchlich. Dass gesellschaftliche Empathie hohes Konfliktvermeidungspotential hat, wird hier von Breithaupt zwar positiv bestätigt, er sieht dieses jedoch nur als ferneres Ziel, nicht als gegenwärtig bereits existierend.
Arthur Ciaramicoli unterscheidet zwischen
1. authentischer Empathie, dem emotionalen Mitfühlen und Miterleben der Emotion des anderen, die mit einem höheren affektiven Anteil und einer stärkeren Tendenz zu prosozialem Verhalten einhergeht, und
2. funktionaler Empathie, dem verstandesmäßigen Nachvollziehen und reflektierenden Einfühlen der Emotion des anderen, die einen stärker kognitiven Anteil besitzt und emotionale Distanz ermöglicht, und beispielsweise beim therapeutischen Reflektieren genutzt wird, aber auch zur effektiven Manipulation (z. B. in Verkauf und Werbung) und für ausbeuterische Ziele bis hin zu Sadismus, Missbrauch, Folter usw. missbraucht werden kann.[21]

### Drei Formen der Empathie
Nach Lawrence Shaw, Elizabeth Segal sowie Tharrenos Braitsis und Co-Autoren werden drei Formen von Empathie unterschieden:
1. Emotionale Empathie, die Fähigkeit, das Gleiche zu empfinden wie andere Menschen (Mitgefühl); man nennt sie auch emotionale Sensitivität;
2. kognitive Empathie, die Fähigkeit, nicht nur Gefühle, sondern auch Gedanken und Absichten anderer Menschen zu verstehen und daraus korrekte Schlussfolgerungen zu ihrem Verhalten abzuleiten (vergleichbar mit der Theory of Mind); und
3. soziale Empathie. Es ist die Fähigkeit, das Verhalten komplexer sozialer Systeme zu verstehen und vorherzusagen. Beispiele für solche Systeme sind Teams, Mannschaften, Projekte, Unternehmen mit deren Abteilungen, Vereine, Parteien, (informelle) Netzwerke, Familien und alle anderen Arten zwischenmenschlicher Beziehungen. Die Komplexität resultiert aus Vielfalt der Persönlichkeitsmerkmale, kulturellen Besonderheiten und Werthaltungen der beteiligten Personen in einem (ebenfalls komplexen) soziokulturellen Umfeld. In derartigen Systemen gelten meist andere Regeln und Normen als bei einzelnen Personen (Gruppendynamik).[25][26]

#### Emotionale oder affektive Empathie
Für die neuere Hirnforschung behauptet die Neurowissenschaftlerin Tania Singer eine messbare Differenz zwischen „Empathie“ und „Mitgefühl“. Ihre „Schmerzempathie-Experimente“ zeigen, dass das empathische Miterleiden von fremdem Schmerz von einem anderen neuronalen Netzwerk verarbeitet wird, als das aktiv-wohlwollende Mitgefühl: „Empathie ist eher wie eine Resonanzfähigkeit – man teilt ein Gefühl mit einem anderen Menschen, ist aber der Gefahr ausgesetzt, überwältigt zu werden und in empathischen Stress zu geraten. Mitgefühl dagegen hat eine andere Qualität. Es hat etwas von der Fürsorge einer Mutter, die ihr Kind tröstet und ist verbunden mit positiven, beruhigenden und liebevollen Gefühlen.“ Während die spontane Empathie mit dem Leid Anderer zu emotionaler Erschöpfung führen kann, ist unter den gleichen Umständen das aktive Mitgefühl belohnend und trainierbar.
Ähnlich argumentiert auch der amerikanische Psychologe Paul Bloom. „Empathie heißt: Ich fühle das, was ein anderer Mensch fühlt. Mitgefühl bedeutet: Ich kümmere mich um den anderen, ich sorge für ihn.“ Das Mitgefühl (compassion) sei Ausdruck der Vernunft, die zwischen dem spontanen, distanzlosen Mitempfinden und dem kalt-distanzierten Verstand vermittelt.

#### Kognitive Empathie oder Perspektivenübernahme
Es kann nach heutigem Wissensstand von einer innerlichen und einer äußerlichen Perspektivenübernahme gesprochen werden. Vom Menschen ist bekannt, dass er sich in den inneren Zustand eines anderen hinein versetzen kann. Bei Tieren konnte beobachtet werden, dass sie ausschließlich etwas übernehmen konnten, was sie am äußeren Verhalten eines anderen wahrnahmen. Beispielsweise übernimmt das Schimpansenjunge die äußerlich wahrnehmbare Umwelt, die ein anderer Schimpanse manipuliert, z. B. einen Stock, der vom anderen Schimpansen geworfen wird, daraufhin nimmt das Junge einen Stock und experimentiert durch eigene Wurfversuche. Demgegenüber ist ein Menschenkind befähigt, auch den inneren Zustand bzw. die Sichtweise eines anderen zu übernehmen, die beispielsweise einen beobachteten Stockwurf ausgelöst hat.

#### Soziale Empathie
Der Begriff Soziale Empathie wurde in den 2010er Jahren von Elisabeth Segal eingebracht. Darunter versteht sie die Fähigkeit, Menschen in ihrem Kontext (Umfeld) zu verstehen. Dieser Kontext hat eine gesellschaftliche/soziokulturelle und eine interpersonelle (zwischenmenschliche) Dimension. Die zwischenmenschliche Dimension hat Gemeinsamkeiten mit sozialen Fähigkeiten (Social Skills) und ist der dritte Bestandteil der Empathie (neben der emotionalen und kognitiven Empathie). Neurobiologisch ist die soziale Empathie auf der oberen limbischen Ebene angesiedelt und dient den Erfordernissen des sozialen Zusammenlebens und Kooperation. Mit anderen Worten: Menschen müssen das Verhalten sozialer Systeme verstehen und vorhersagen können, wenn sie erfolgreich in und mit diesen Systemen leben wollen (evolutionärer Vorteil).

### Empathie als Interaktion von Situation (State) und Disposition (Trait)
Häufig wird Empathie als Disposition (Trait) verstanden und operationalisiert. Hierfür sprechen eine Reihe von Befunden zu Empathiedefiziten bei Menschen mit Autismus oder Psychopathie sowie Einfluss von Geschlecht und Bildung. Trotzdem gibt es einige situative Faktoren (State), die einen Einfluss auf Empathie haben können z. B. die Ähnlichkeit zwischen zwei Personen, Stimmung, kognitive Belastung etc. Zusammengenommen kann Empathie als Ergebnis einer Interaktion zwischen Situation und Disposition betrachtet werden.

## Entwicklung beim Kind
Allgemein wird, unter anderem in der Kinderpsychologie, davon ausgegangen, dass sich bewusste Empathie bei Kleinkindern erst zum Ende des 2. Lebensjahres entwickelt. Hier spielt das Selbstkonzept eine Grundlage, denn erst die Ausbildung eines globalen Selbstkonzepts ermöglicht eine Trennung zwischen dem Selbst und anderen Personen, zum Beispiel bei der Selbsterkennung in Spiegeln (siehe auch Spiegelstadium). Dann entsteht ein Bewusstsein darüber, dass das emotionale Miterleben mehr das Unwohlsein eines anderen widerspiegelt als die eigene Lage. Ein Sozialverhalten von Kleinstkindern vor dieser Entwicklungsstufe wird in den Wissenschaften oft jedoch lediglich als „Gefühlsansteckung“ interpretiert und bezeichnet. Der Schritt von der Gefühlsansteckung zur Empathie wird durch die Möglichkeit einer „Teil-Identifikation“ erreicht. Bei der Teil-Identifikation empfindet man einerseits mit den anderen mit, andererseits merkt das Kind, dass es nicht selbst betroffen ist. Neuere Forschungen der Psychologie, Verhaltensforschung und Neurophysiologie beschreiben auch eine andere Existenz von Empathie hinter der Ebene der Gefühlsansteckung.

### Erworbene oder angeborene Fähigkeit
Eine Übersichtsarbeit fasste verhaltensgenetische Analysen auf Basis von Zwillingsstudien zu emotionaler Empathie (als das Teilen der Emotionen anderer) und kognitiver Empathie (als das Verstehen der Emotionen anderer) zusammen. Die Ergebnisse zeigten folgende Anteile:
- Der größte Anteil der Unterschiede gehen auf das individuelle (nicht familiär geteilte) Umfeld zurück: Kognitive Empathie ist mit einem Anteil von 64 % noch stärker durch das individuelle Umfeld beeinflusst als emotionale Empathie mit 52 %.
- Emotionale Empathie ist mit einer Erblichkeit von 48 % stärker vererbbar als kognitive Empathie (27 %).
- Der geringste Anteil geht auf das familiäre Umfeld zurück: Emotionale Empathie ist davon mit 0 % weniger beeinflusst als kognitive Empathie (9 %).
- Darüber hinaus wurde durch Leistungstests erfasste kognitive Empathie durch die von Familienmitgliedern geteilte Umwelt beeinflusst zu 12 %.

Rupert Lay wies frühkindliche Aktionen nach, die auf Empathie im Sinne von Kommunikation zwecks Grenzfindung (anderer und dann eigener Grenzen) schließen lassen.
Die US-amerikanische Psychologin Carolyn Zahn-Waxler beobachtete, dass schon einjährige Kinder spielerisch die Bezugsperson (Mutter) irritieren – zum Beispiel die Kooperation beim Anziehen bewusst verweigern. Diese Spiele seien erste Kommunikationsversuche im Sinne der soziologischen Systemtheorie nach Niklas Luhmann: Das Problem Doppelte Kontingenz wird von Seiten des Kindes durch Errichten eines Alter Ego aufgelöst, mit dem im Bewusstsein „diskutiert“ wird. Durch die Reaktion (Information) der Bezugsperson lernt das Kleinstkind die Grenzen Anderer erkennen und findet seine eigenen Grenzen, das Kind erweitert sein Bewusstsein, und zwischen der Bezugsperson und dem Kind bildet sich eine Emergente Ordnung. Wird dieser Kommunikationsversuch des Kindes jedoch nicht wahrgenommen und sogar mit negativen Emotionen (im Regelfall Ärger der Mutter über die Verweigerung) beantwortet, entstehen schon beim Kleinstkind Urängste.

### Psychoanalyse
Empathie nimmt auch in der psychoanalytischen Entwicklungspsychologie einen hohen Stellenwert ein. Sie gilt als eine Grundfähigkeit des Menschen und wird vor allem als mütterliche Einfühlung in den Säugling beschrieben. Sie gehört als Möglichkeit zur Grundausstattung des Menschen und kann durch den Umgang der Eltern mit dem Kind gefördert, behindert oder zerstört werden.
Der englische Kinderanalytiker Donald W. Winnicott beschreibt Einfühlung im Kontext der mütterlichen Fürsorge als eine natürliche Fähigkeit, durch die die Mutter spüre, was der Säugling im Hinblick auf die Befriedigung seiner physiologischen Bedürfnisse als auch im Sinne des Gehalten-Werdens brauche. Er stellt weiter dar, wie die Mutter allmählich ihre Haltung dem Säugling gegenüber ändert und der zunehmenden Reife anpasst. In gelungenen Interaktionen der Versorgung des Säuglings sei zu beobachten, wie die anfänglich einer primären Mütterlichkeit zugehörende Einfühlung, in der die Bedürfnisse schon in der Entstehung gespürt werden, übergehe in ein Verstehen, „das auf dem Bemerken von Anzeichen beim Säugling und Kleinkind beruht, die auf ein Bedürfnis hinweisen“ und konstatiert: „Das ist für die Mütter besonders schwierig, weil die Kinder zwischen dem einen und dem anderen Zustand hin und her schwanken; im einen Augenblick sind sie mit den Müttern verschmolzen und brauchen Einfühlung, während sie im nächsten Moment von der Mutter getrennt sind; wenn sie dann ihre Bedürfnisse im voraus kennt, ist sie gefährlich, eine Hexe.“ Durch diese Entwicklung trete der Säugling aus der anfänglich durch gute mütterliche Fürsorge fantasierten Omnipotenz (wenn ich Hunger habe, ist auch das Sättigende da) heraus und es entstehe die Unterscheidung zwischen dem Ich und dem Nicht-Ich. Diese Unterscheidung sei, neben der erfahrenen Einfühlung selbst, die Voraussetzung dafür, dass das Kind selbst Empathie entwickeln könne, weil diese die Trennung in Ich und Anders-als-Ich beinhaltete.
Auch die österreichisch-amerikanische Kinderanalytikerin Christine Olden beschreibt die Einfühlung in der Mutter-Kind-Beziehung als ein fruchtbares und nicht narzisstisches Sichhineinversetzen der Mutter in die immer wieder sich wandelnden Entwicklungsbedürfnisse des heranwachsenden Kindes. Dabei gehe es auch um den Verzicht auf eine dauerhafte Fusion, wenn das Kind beginnt, sich von der Mutter zu lösen.
Der amerikanische Psychoanalytiker und Säuglingsforscher Daniel Stern, der die Entwicklung des Selbsterlebens des Kindes erforschte, beschreibt, dass es mit der Entstehung des Empfindens eines subjektiven Selbst und einer intersubjektiven Bezogenheit (etwa im Alter von 8 bis 15 Monaten) zu einer Veränderung des Erlebens der Empathie komme. Der Säugling nehme jetzt nicht mehr nur die empathische Reaktion selbst wahr, sondern spüre, „daß ein empathischer Prozeß als Brücke zwischen den beiden inneren Befindlichkeiten aufgebaut worden ist.“ Dadurch entstehe auch die Fähigkeit zum Erleben psychischer Intimität und das Bedürfnis, sich mit seinem eigenen Erleben anzuvertrauen und erkannt zu werden.
Die sozial erworbene und von der Erziehung angestrebte Empathie hat prinzipiell das Ziel, eine gruppenspezifische psychische Identität zu erreichen. Aus der bereits von Kleinstkindern gezeigten erheblichen Individualität schließen Psychoanalytiker wie Arno Gruen auf die Existenz einer angeborenen Empathiefähigkeit. Erste umstrittene Versuche zeigten, dass Kleinstkinder lange vor dem Alter, in dem sie durch Erziehung erworbene Empathie beeinflussbar sind, kommunikationsfähig und auch -bereit sind. Da Kommunikation jedoch gemäß Carl Rogers (1959) Empathie erfordert, wären demnach auch Kleinstkinder vor ihrer Erziehung bereits empathiefähig.
Nach Ansicht einiger Psychologen geht die angeborene Fähigkeit zur Empathie durch kulturelle Einflüsse (Erziehung) verloren und wird durch kognitive Empathie ersetzt. Arno Gruen sieht in der daraufhin fehlenden Möglichkeit zu einer individuellen Kommunikationsbereitschaft und der Erfolglosigkeit einzelner Personen in den heutigen Industriegesellschaften die Hauptursache für individuelle Aggression, die verstärkt von Jugendlichen ausgeht.
Manfred Cierpka sieht bereits vor dem Erreichen einer Empathiefähigkeit die positive, aber auch die negative Einflussnahme von direkten Bezugspersonen auf Kleinstkinder, die im Extremfall zu einer später auftretenden totalen Emotionsverweigerung führen kann.

### Entwicklungspsychologie
Der angeborene Kern der Fähigkeit zur Einfühlung kann schon bei sehr kleinen Kindern als Affektansteckung beobachtet werden, z. B. wenn sie anfangen zu weinen, wenn ein anderes Kind weint. Allmählich fangen Kinder an, Erlebtes auf einer inneren Bühne nachzuspielen, und es bilden sich Repräsentanzen der Bezugspersonen und der erlebten Beziehungssituationen. Das Kind beginnt „seine Erinnerungen an selbsterlebte Affekte und an affektiv bedeutsame Beziehungssituationen von der aktuellen Wirklichkeitserfahrung abzulösen und als Vorstellungen auf der inneren Bühne auftreten zu lassen.“ Auf dieser Spielfläche „entwirft“ das Kind Möglichkeiten der Einfühlung in die verschiedenen Personen der inneren Szenen, wie es sich auch im Kinderspiel beobachten lässt, wenn das Kind alleine spielt, z. B. mit Puppen, Figuren oder Kuscheltieren. Im Unterschied zur Affektansteckung, die ein unwillkürlicher Vorgang ist, ist die sich entwickelnde Einfühlung also ein aktiver und kreativer Vorgang, eine Leistung des Subjekts und somit immer auch eine subjektive Interpretation der anderen. Damit verbunden ist auch die „Perspektivübernahme“, die darin besteht, Situationen aus der Perspektive des anderen erleben zu können sowie ein Verständnis für soziale Kontexte, worin und wodurch die Gefühle entstehen. Beides sind wichtige Merkmale bei der Ausbildung von Empathie.

### Roots of Empathy
Die von Mary Gordon gegründete Roots of Empathy-Initiative in der Kinder- und Schulpädagogik strebt eine mit sozialen Kompetenzen verbundene „emotionale Bildung“ an. Durch eine von der Mutter und dem Lehrer überwachte, direkte soziale Interaktion mit einem Kleinkind können Schüler zusammen mit ihren Klassenmitgliedern den Perspektiven-Wechsel lernen, um dadurch Einfühlung und Sympathie zu entwickeln. Die Stiftung "Gesellschaft macht Schule" hilft Schülern, ihre Potentiale zu entdecken, beispielsweise durch das Projekt Persönlichkeitsentwicklung und Werte, auf dem die Kinder soziale Kompetenzen, wie die gewaltfreie Bewältigung von Konflikten und den respektvollen und freundschaftlichen Umgang miteinander, spielerisch erlernen. Carlotas bietet Schülern Raum für den Ausdruck ihrer Erfahrungen und Emotionen an – mit Hilfe von Kunst – damit sie lernen, ihre Empathiefähigkeit wahrzunehmen und diese zu üben, Diversität in der Gesellschaft mit Offenheit und Respekt zu begegnen und Perfektion von Zufriedenheit zu trennen. Dabei werden Aktivitäten durchgeführt mit dem Ziel, Erfahrungen zu vermitteln, welche den Schülern helfen, mit der Welt, in der sie leben, zurechtzukommen.

## Fördernde und hemmende Sozialisationsbedingungen
„Im Umgang mit anderen Menschen ist Mitgefühl die Erinnerung daran, dass trotz unterschiedlicher Einstellungen und Verhaltensweisen uns alle mehr eint als trennt.“

(Quelle: )
- Elterliche Zuneigung und Wärme: Fördernde Verhaltensweisen der Eltern für die Empathie Entwicklung ihrer Kinder sind, dem Kind viel Liebe und Fürsorge zukommen zu lassen und einfühlsam auf seine Bedürfnisse zu reagieren. Hierzu zählen insbesondere emotionale Bedürfnisse wie Zuneigung und Zärtlichkeit.
- Verfügbarkeit von empathischen Modellen: Am Anfang stellen vor allem die eignen Eltern Rollenmodelle für Empathie dar. Hierbei ist es wichtig, dass Empathie nicht als geschlechtsspezifische Eigenschaft wahrgenommen wird. Mit zunehmendem Alter stehen immer mehr positive und negative Modelle (z. B. Gleichaltrige, Freunde, Lehrer, Fernsehhelden, Verwandte etc.) zur Verfügung.
- Erziehungsstil: Ein Empathie fördernder Erziehungsstil ist der induktive Erziehungsstil, wobei die Eltern ihre Kinder auf die Auswirkungen von Fehlverhalten auf andere Menschen hinweisen. Im Gegensatz dazu sind Liebesentzug oder das Erzeugen von Angst vor Strafe keine geeigneten Erziehungsmittel, um Empathie zu fördern.

## Als Forschungsgegenstand

### Differenzielle Psychologie und Diagnostik
In der Differenziellen Psychologie und in der psychologischen Diagnostik wird die Frage untersucht, ob sich Menschen in ihrer Fähigkeit, die psychischen Zustände und Motive einer anderen Person zu erkennen, unterscheiden. Dieser Blickwechsel fällt vielen Menschen außerordentlich schwer, sich zumindest näherungsweise in einen anderen Menschen hinein zu versetzen. Andere behaupten von sich, dass sie das gut könnten.
Ein Problem ist die unüberschaubare Vielzahl von (mehrdeutigen) Definitionen und (subjektiven) Interpretationen dieses Begriffes. Nur durch eine Operationalisierung dieses Konstruktes ist es möglich, reliable und valide Modelle zu entwickeln, um daraus seriöse Handlungsempfehlungen ableiten zu können.

#### Messung
Zur Operationalisierung und Messung der Empathie wurden verschiedene physiologische Verfahren und psychologische Tests entwickelt. Ein Beispiel ist der auch in einer deutschen Version verfügbare Interpersonal Reactivity Index von Mark Davis. Dieser Index besteht aus vier Skalen:
1. Fantasy Scale zur Erfassung der Fähigkeit, sich als Akteur in fiktive Geschichten hineinzuversetzen und entsprechend zu handeln.
2. Perspective Thinking zur Erfassung der Fähigkeit, den Standpunkt eines anderen Menschen zu verstehen, also die Welt „mit seinen Augen zu sehen“ (kognitive Empathie).
3. Empathic Concern zur Erfassung der Sympathie für andere und der Fähigkeit, deren Gefühle nachzuvollziehen (emotionale Empathie).
4. Personal distress zur Erfassung der persönlichen Betroffenheit, wenn andere Menschen in emotional belastende Situationen oder Nöte geraten.

Judith Hall und Co-Autoren schrieben 2001, dass sich dieser Test und seine zahlreichen Modifikationen in der Praxis bewährt haben: „… they have been used with considerable success with adults and adolescents“.

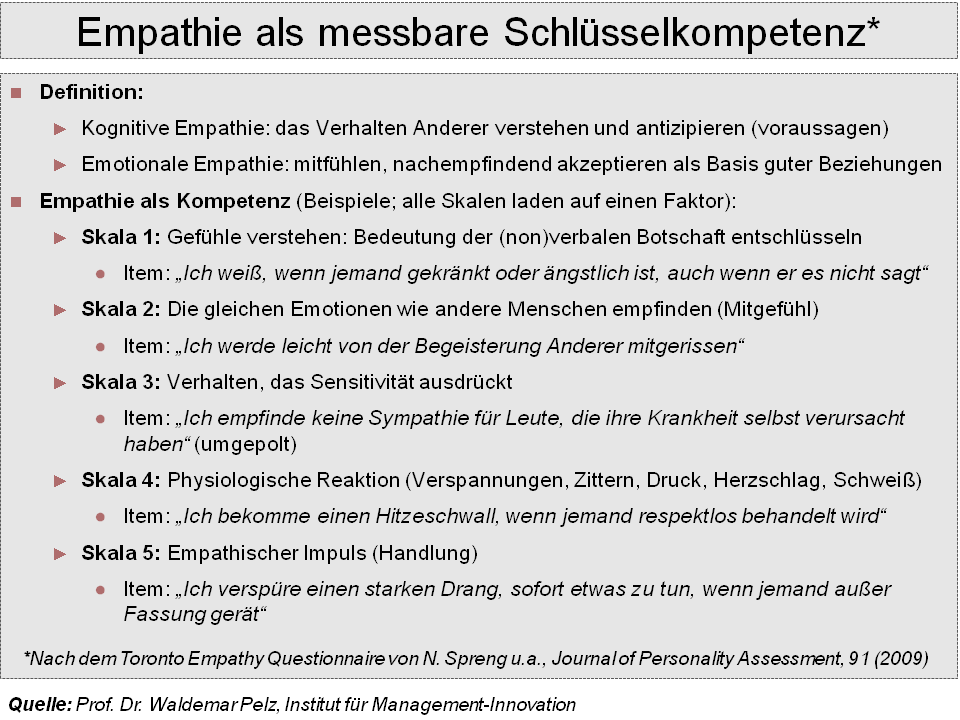
Empathiefähigkeit als Schlüsselkompetenz: Definition und Messung

In einer neueren Studie haben Nathan Spreng und Co-Autoren aus rund 20 Instrumenten zur Messung der Empathie den „Toronto Empathy Questionnaire“ (Fragenkatalog; Fragebogen) als Synthese entwickelt und mithilfe von drei empirischen Erhebungen mit 200, 79 und 64 Probanden validiert. Das Besondere an diesem Test (Fragebogen) ist die Operationalisierung der Empathie als Fähigkeit mit konkreten Verhaltensbeschreibungen. Dies ist der erste Schritt zu einer Definition der Empathie als erlernbare bzw. trainierbare Kompetenz (Empathiefähigkeit). Demnach lässt sich die Empathie mithilfe der nachfolgenden fünf Dimensionen oder Skalen messen:
1. Korrektes Entschlüsseln nonverbaler Botschaften
2. Die gleichen Emotionen wie andere empfinden (Mitgefühl)
3. Ähnliche Gedanken und Erinnerungen erleben
4. Auslösen gleicher physiologischer Reaktionen (Herzschlag, Beklemmung, „feuchte Hände“ etc.)
5. Auslösen helfender oder unterstützender Handlungsimpulse.

Die nebenstehende Grafik fasst die Kerngedanken dieses Konzeptes zusammen und zeigt Beispiele für Test-Items.

### Hirnforschung
Seit der erstmaligen Beschreibung einer speziellen Art von Nervenzellen, nämlich der Spiegelneuronen in der Großhirnrinde von Rhesusaffen im Jahr 1992 wird darüber diskutiert, ob und inwieweit diese Nervenzellen mit der Fähigkeit zur Empathie in Verbindung stehen. Nach heutiger Erkenntnis haben die Spiegelneuronen zumindest die Eigenschaft, gleich zu reagieren, egal ob der Makake ein bestimmtes äußerliches Verhalten selber zeigt oder ob er dieses Verhalten bei anderen beobachtet.
Untersuchungen zu Spiegelneuronen lassen zwischen dem Nachahmungsverhalten und der Fähigkeit zur Empathie einen Zusammenhang vermuten, beispielsweise beim Gähnen und beim ansteckenden Lachen. Dieses Phänomen wird jedoch als Gefühlsansteckung bezeichnet und keinesfalls als Empathie im oben beschriebenen Sinn (gemäß Freud und Theodor Lipps). Diese Vermischung oder Verwechselung findet sich recht häufig auch in wissenschaftlichen Texten.
In einer 2017 veröffentlichten Studie wurde der Einfluss von Emotionen auf die Empathie untersucht. Den Teilnehmern wurden zunächst Emotionen auslösende Videos und anschließend Bilder zum Thema Schmerz gezeigt, und ihre Reaktion auf diese Bilder wurde gemessen. Die Ergebnisse der Studie legen nahe, dass die neuronale Reaktion auf den Schmerz anderer Menschen stärker ausfällt, wenn ein Proband kurz zuvor positive Emotionen erlebte, und geringer, wenn es negative Emotionen waren.

### Verhaltensforschung
Der Verhaltensforscher und Zoologe Frans de Waal sieht in der menschlichen Fähigkeit zur Empathie den Teil unseres evolutionären Erbes, auf dem die Voraussetzungen zu sozialem und moralischem Verhalten basieren.
Die Fähigkeit zur innerlichen Perspektivenübernahme (engl. perspective taking) zeichnet neben Menschen und Menschenaffen auch andere Spezies aus (siehe Theory of Mind). Ferner legen Studien nahe, dass viele Tiere empathisch motiviertes Verhalten zeigen. Dazu gehören – neben Primaten, bei denen derartiges Verhalten erwartet wurde – beispielsweise Raben, Mäuse und Ratten. Es wird außerdem vermutet, dass Hunde empathisches Verhalten sowohl untereinander als auch Menschen gegenüber zeigen.

### Affektiver Isomorphismus: die Rolle des emotionalen Zustandes des Empathisanten
In der Phänomenologie beschreibt Empathie die Erfahrung von etwas aus der Sicht des anderen, ohne Konfusion zwischen dem Selbst und dem anderen. In den meisten Aspekten wird die Erfahrung jedoch so modifiziert, dass das Erlebte als die Erfahrung des anderen erlebt wird; in der Erfahrung von Empathie ist das Erlebte nicht meine Erfahrung, auch wenn ich sie erlebt habe. Empathie wird auch als Zustand der Intersubjektivität und damit als Quelle der Konstitution der Objektivität angesehen. Eine wissenschaftlich-philosophische Debatte dreht sich um die Frage, inwieweit eine Person den affektiven Zustand eines anderen Menschen teilen muss, um Empathie zu empfinden. Mit anderen Worten, muss ich eine bestimmte Emotion empfinden, um empathisch zu sein? Der Zustand, in dem der affektive Zustand des Empathisanten dem der Zielperson ähnlich ist, wird als affektive Isomorphie bezeichnet. Inwiefern ein solcher vorliegen muss, um Empathie zu empfinden, ist umstritten. Insbesondere in der phänomenologischen Tradition stehende Theoretiker lehnen die Voraussetzung der affektiven Isomorphie ab. Wissenschaftler der Charité in Berlin sind der Frage nachgegangen, inwieweit es Zusammenhänge zwischen subjektiv berichteter Empathie (gemessen mit einem etablierten Empathie-Test) und physiologischen Messungen der affektiven Erregung (Hautleitfähigkeit, Herzfrequenz, Schreckreiz-Messung) gibt. Entgegen den Annahmen der Autoren wurde ein negativer Zusammenhang festgestellt: Die Teilnehmer zeigen weniger Empathie, wenn sie selbst Anzeichen einer erhöhten emotionalen Aktivierung beim Betrachten einer emotionalen Szene oder emotionaler Äußerungen anderer Personen haben und ist möglicherweise das Ergebnis einer erhöhten Selbstaufmerksamkeit und Fokussierung auf die eigenen Emotionen.

### Erkenntnistheorie
Aus Sicht der Erkenntnistheorie und Wissenschaftstheorie ist dann ein Fähigkeit zur innerlichen Perspektivenübernahme verlangt, wenn grundlegend verschiedene Theorien bestehen oder wenn unterschiedliche Betrachtungsweisen und Bezugssysteme notwendig sind, um die ganze Wirklichkeit zu erfassen, beispielsweise Bewusstsein und Hirnvorgänge (Leib-Seele-Problem). Dieser Perspektivismus des Denkens hat direkte Folgen für die Methoden der Forschung.

## Anwendung

### Arbeitswelt
- Als Beispiel aus der Psychologie sei das Konzept der „Sozialen Intelligenz“ angeführt. Es ist der Ausgangspunkt der Forschung zum Thema „Emotionale Intelligenz“ von David Wechsler, das eine Schlüsselstellung sowohl in dieser Disziplin als auch in der Managementlehre einnimmt und heute unter den Stichwörtern „Selbstregulation“ und „Volition“ weiterentwickelt wurde.[67] Leonardo Badea bezeichnet Empathie als eine Fähigkeit, die in nahezu allen Lebensbereichen entscheidend für den Erfolg ist. Menschen und vor allem Führungskräfte mit besonders ausgeprägten empathischen Fähigkeiten haben bessere persönliche Beziehungen, können sich selbst und andere stärker motivieren; sie lernen schneller und genießen ein größeres Vertrauen.[68]
- Im Management und insbesondere bei der direkten Führung von Mitarbeitern spielen die Motivation, das Engagement und die Leistungsbereitschaft von Mitarbeitern eine zentrale Rolle. Die Motive und Beweggründe der Mitarbeiter, die ihrem Verhalten zugrunde liegen, kann man nicht unmittelbar beobachten; sie lassen sich im Wesentlichen nur durch Empathie erschließen. Außerdem sind viele Motive den Betroffenen gar nicht bewusst und können sich je nach Situation verändern. Grundsätzlich kann man andere Menschen nur dann motivieren (oder Demotivation vermeiden), wenn man sie nicht nur rational, sondern vor allem nachempfindend versteht.[69] Aus diesen Gründen gilt die Empathie als wesentlicher Bestandteil von Führungskompetenz.[70]
- Im Marketing, insbesondere beim persönlichen Verkauf und bei der Vermarktung wissens- und technologieintensiver Produkte und Dienstleistungen, kommt es darauf an, dass die betreffenden Mitarbeiter sich sehr gut in die Gedanken- und Gefühlswelt des Kunden hineinversetzen und das Angebot möglichst passend auf seine – oft unausgesprochenen – Motive und Wünsche ausrichten können. Empathie ist somit eine wesentliche Voraussetzung für die effiziente Gestaltung des Vertriebsprozesses und besonders wichtig bei der Entwicklung der Vertriebskompetenzen.[71]

### Psychotherapie und Psychiatrie
In der Psychotherapie bedeutet Empathie eine Strategie der Stimmungsübertragung vom Patienten auf den Therapeuten. Dadurch ist es dem Therapeuten möglich, die Emotionen und die Stimmung des Patienten bei sich selbst zu erleben und somit besser zu verstehen. Es ist ein aktiver Prozess des einfühlenden Verstehens. Dieser ist notwendig, weil Patienten belastende Emotionen in der Regel leugnen, ablehnen, bekämpfen oder vermeiden. Der Therapeut muss daher eine korrigierende, akzeptierende und wertschätzende Haltung einnehmen, damit er die belastenden Emotionen besser nachvollziehen und geeignete therapeutische Maßnahmen effektiver einleiten kann. Dieses Einfühlungsvermögen (Empathie) ist nicht nur im Zusammenleben der Menschen, sondern auch für die Ausbildung von Psychologen und Psychotherapeuten wichtig. Eine Übersichtsarbeit von Funder (1999) fasste die Forschung zusammen zur Frage, ob es gute psychologische Beurteiler in dem Sinne gibt, dass sie im Alltag andere Menschen gut einzuschätzen verstehen (Hilfsbereitschaft, Zuverlässigkeit und Vertrauenswürdigkeit, auch deren aktuelles Befinden). Sie kommt zu dem Ergebnis, dass keine hinreichenden Belege für die Annahme einer besonderen Fähigkeit, ein „guter Beurteiler“ zu sein, vorliegen. Allerdings wären die Untersuchungen noch zu einfach angelegt, um solche Fähigkeiten wirklich erfassen zu können. Bisher wird in der psychologischen Forschung versucht, mehrere Aspekte zu unterscheiden: Erstens, was ein Anderer denkt, zweitens, was ein Anderer fühlt, und drittens, ob er mitfühlend auf die Lage des Anderen reagiert.

#### In der historischen Psychiatrie
In der klassischen deutschen Psychiatrie galt bis in die 1970er Jahre die Einfühlbarkeit als Kriterium der Unterscheidung zwischen Neurose und Psychose. Die Psychose bzw. die Geisteskrankheit wurde insbesondere als uneinfühlbare und dazu auch unverständliche seelische Manifestation angesehen.

#### In der Psychoanalyse
In der Psychoanalyse werden die Begriffe Empathie und Einfühlung in nahezu gleicher Bedeutung verwendet, so dass die Darstellung dieses für die Psychoanalyse zentralen Begriffs beide Bezeichnungen einschließen muss. Sigmund Freud verwendete den Begriff Einfühlung, der dann im Rückgriff auf die griechische Sprachwurzel im Englischen mit empathy übersetzt wurde und aus der angloamerikanischen Literatur auch im Deutschen als Empathie zurückkam. Auch im romanischen Sprachraum steht der Begriff empatia gleichbedeutend für das deutsche Wort Einfühlung.

##### Psychoanalytische Behandlung
Nachdem Freud sich in seiner Behandlungstechnik von der Hypnose abgewandt hatte, maß er der Einfühlung als Zugang zum Patienten einerseits eine so zentrale Bedeutung zu, dass er sie zur Grundbedingung der psychoanalytischen Behandlung erklärte. Er verstand sie als die Fähigkeit, sich in einen anderen Menschen hineinzuversetzen, und somit als Erkenntniszugang, durch den insbesondere auch das verstehbar werde, was dem Patienten selbst zunächst fremd sei. Zugleich diene sie einem positiven Beziehungsaufbau, den man sich verscherzen könne, wenn man stattdessen z. B. eine wertende Position einnähme. Freud stellt der Einfühlung andererseits auch eine distanziertere Haltung gegenüber, die wichtig sei, um die Arbeitsbeziehung aufrechtzuerhalten, und weil er eine zu starke Mitbewegung mit den auch neurotischen Anteilen und vor allem den sexuell gefärbten Übertragungsgefühlen der Patienten fürchtete.
In Bezug auf die Fragen der Behandlung nimmt der Diskurs um diese beiden Pole einen breiten Raum ein. Gemeinsam ist den verschiedenen Ausprägungen und Betonungen die Aussage, dass Empathie zwischen den eigenen Gefühlen und denen des anderen unterscheiden kann. Das unterscheidet sie von der Identifizierung, bei der dies nicht der Fall ist. Milch hebt im Handbuch psychoanalytischer Grundbegriffe zusammenfassend vier Aspekte der psychoanalytischen Definition der Empathie hervor. Empathie bedeutet demnach: „1. eine Beziehung zwischen zwei Personen, 2. ein Aufrechterhalten der Grenzen zwischen Selbst und Objekt, 3. eine intrapsychische Erfahrung, 4. eine allgemeine menschliche Fähigkeit oder therapeutische Kapazität einschließlich des Wissens, Verstehens und Wahrnehmens bez. des Erlebens einer anderen Person.“ Einfühlung gilt in der Psychoanalyse als Möglichkeit einer vorbewussten, emotionalen Erkenntnis, die mit dem Wissen und den intellektuellen Erkenntnissen zusammengebracht werden muss. Diese Auffassung mündet in das Konzept des einfühlenden und Szenischen Verstehens von Hermann Argelander und Alfred Lorenzer.
Bei Heinz Kohut und der von ihm begründeten Selbstpsychologie wird die Empathie zum entscheidenden Wirkfaktor der psychoanalytischen Behandlung. Nicht mehr allein die Bewusstmachung des zuvor Unbewussten bewirkt die Heilung des Selbst, sondern diese wird vor allem dadurch ermöglicht, dass der Analytiker den Patienten mit angemessener Empathie begleitet. Dadurch kann dieser im Rahmen der schützenden Abstinenz eine neue korrigierende Beziehungserfahrung machen, diese nach und nach in die eigene psychische Organisation aufnehmen, so dass es zu einer umwandelnden Verinnerlichung kommt. Mit der Betonung dieses Beziehungsaspektes, dem mit Kohut zahlreiche Psychoanalytiker folgten, wurde dennoch die Arbeit des auch kognitiven Verstehens und des Deutens nicht aufgegeben. Mit dem Patienten fühlen und über ihn nachdenken gehören auch nach dem italienischen Psychiater und Psychoanalytiker Stefano Bolognini, dem Autor einer umfassenden Zusammenschau der psychoanalytischen Konzepte zur Einfühlung, untrennbar zum Kern psychoanalytischer Behandlung.

#### Verbindungen und Weiterführungen
Im Kontext der Entwicklungspsychologie besteht eine Wechselbeziehung zwischen der mütterlichen Einfühlung und der Entstehung einer sicheren Bindung im Sinne der Bindungstheorie. Die Erkenntnisse finden sich in allgemein verständlicher Form auch in ratgebenden Veröffentlichungen für Eltern wieder.
Verknüpfungen und Abgrenzungen bestehen im Behandlungskontext zu den psychoanalytischen Konzepten der Gegenübertragung und der projektiven Identifizierung.
Als eine Weiterführung kann das Konzept der Mentalisierung angesehen werden.

## Missbrauch für manipulative Zwecke
Immanuel Kant gehörte zu den ersten Gelehrten, die auf den möglichen Missbrauch der Empathie durch Politiker in einer Volksherrschaft (Demokratie) hingewiesen haben. Macht über das Volk werde in Zukunft nicht mehr der Herr des Schwertes, sondern der Meister des Wortes haben. Wolf Schneider trug dazu einige Zitate zusammen, die zeigen, dass ein Nachempfinden der Gedanken- und Gefühlswelt der Menschen durch Politiker oder Massenmedien bzw. Journalisten eine wichtige Voraussetzung für wirksame Manipulation ist:
- Die Sprache sei volkstümlich und simpel. Joseph Goebbels: „Weil wir die Sprache des Volkes sprachen, haben wir das Volk erobert“.
- Reizwörter sind unermüdlich zu wiederholen, weil das bloße Wiederholen eines Reizes genügt, um Sympathie auszulösen. Heinrich von Kleist: „Was man dem Volk dreimal sagt, hält das Volk für wahr“; Goebbels: „Das Volk will nicht immer neue Eindrücke, sondern es will die alten Eindrücke in immer verfeinerter Form“.
- Man ziele aufs Gefühl: Hitler: „Das Volk ist in seiner überwiegenden Mehrheit so feminin veranlagt und eingestellt, daß weniger nüchterne Überlegung als vielmehr gefühlsmäßige Empfindung sein Denken und Handeln bestimmt“. Es gelte, „das Instinktmäßige zu wecken und aufzupeitschen“.
- Was ist der kürzeste Weg ins Herz? Die am weitesten verbreiteten Instinkte und Leidenschaften, die man aufstacheln muss, sind nach William Gerard Hamilton (1729–1796) Neid, Angst, Wünsche, Hoffnungen und Hass.

Heute betreiben sowohl Politiker als auch Intellektuelle und (kommerzielle) Massenmedien ein „Geschäft“ mit Gefühlen (Stichwort Einschaltquoten). Das erzeuge, so Joseph Schumpeter, eine feindselige, für den Kapitalismus in seiner Existenz bedrohliche soziale Atmosphäre. Der Grund: Nach Ansicht von Schumpeter entwickelt die Masse des Volkes nie aus eigener Initiative heraus feste Ansichten. Vielmehr bedarf es Gruppen, in deren Interesse es ist, den Groll zu steigern, zu organisieren, zu hegen und zu pflegen. Das Entfalten von Revolten durch das Auslösen der besonders wirksamen, negativen Emotionen wie Angst, Neid, Wut, Frustration oder Ohnmacht sei ein Geschäft, das sich bei Erfolg auszahle (verkaufte Auflage, Popularität etc.). Eine entscheidende Rolle spielt dabei der Berufsstand der Intellektuellen, wozu insbesondere Journalisten zählen. Diese Personengruppe beherrscht den Umgang mit dem gesprochenen oder geschriebenen Wort – allerdings trägt sie keine Verantwortung für praktische Dinge (oder für die Folgen ihrer Handlungen). Ferner fehlen ihr Informationen aus erster Hand, wie man sie nur durch tatsächliche Erfahrung erwerben kann. Schumpeter stellt abschließend die rhetorische Frage, ob es sich um Leute handle, „… die über alles reden, weil sie nichts verstehen?“

## Empathische Erschöpfungsstörung
Übermäßiges Mitgefühl kann zu Erschöpfungsstörungen (empathic distress fatigue) führen. Dies gilt insbesondere, wenn pathologischer Altruismus vorliegt. Die medizinischen Risiken hierbei sind Erschöpfung (Burn-out), Schuldgefühle, Schamgefühle, Angst und Depression.